# 9009 Tirso
A 9009 Tirso (ideiglenes jelöléssel 1984 HJ1) a Naprendszer kisbolygóövében található aszteroida. Vincenzo Zappalà fedezte fel 1984. április 23-án.